# Fort Sint Martijn

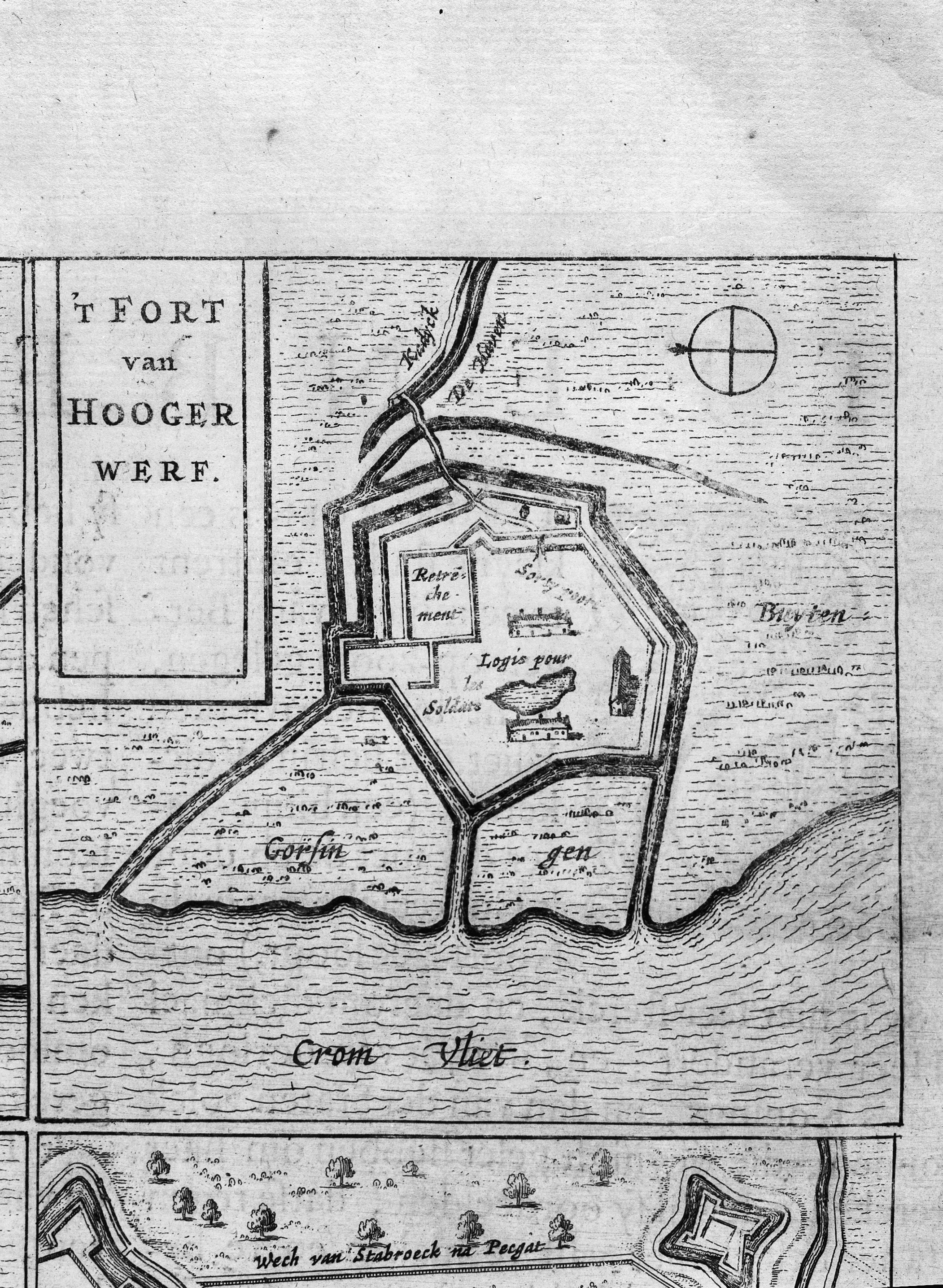
Fort Hoogerwerf.

Fort Sint Martijn (ook: Fort Hoogerwerf) was een fort dat in 1627 door Spanje is gebouwd op het toenmalige schoreiland Hoogerwerf, nabij Zandvliet. Ze diende als steunpunt voor of als uitvalsbasis naar nabijgelegen forten, zoals het Fort van Lillo en Fort Frederik-Hendrik Berendrecht.In 1632 werd het complex veroverd door het Staatse leger. Het eiland was slecht bestand tegen de vele natuurrampen die het gebied troffen in de 17e eeuw en in 1682 werd het fort na weer een stormvloed ontmanteld.